# Staalara
× Staalara, (abreviado Staal) en el comercio, es un híbrido intergenérico entre los géneros de orquídeas Barkeria × Laelia × Sophronitis. Fue publicado en Orchid Rev. 93(1104, cppo): 8 (1985).